# Delonte Holland
Delonte Jermaine Holland (Greenbelt, 2 marzo 1982) è un ex cestista statunitense.
Giocava nel ruolo di ala piccola. Alto 201 cm, pesa 102 kg.

## Carriera
Nato e cresciuto a Greenbelt, nel Maryland, Holland frequentò la high school alla Eleanor Roosevelt, dove fu compagno del futuro giocatore NBA Delonte West. Giocò successivamente nella squadra dell'Independence Community College e della Vincennes University, prima di trasferisrsi definitivamente alla DePaul University. Qui trascorse due anni giocando con i Blue Demons, la squadra dell'università, terminando con una media di 13,9 punti a partita. Alla conclusione della stagione 2003–04, con il suo compagno Andre Brown, fu inserito nella seconda miglior squadra universitaria dell'All-Conference USA.
Non venne scelto durante il Draft NBA 2004, così decise di iniziare la sua carriera professionistica in Europa nell'Atlas Belgrado in Serbia e Montenegro. Nel maggio del 2005, i media riportarono che Holland lasciò l'Atlas Belgrado dopo l'invito al training camp dei Boston Celtics. Nemmeno questa volta riuscì però ad entrare nell'NBA, e decise così di ritornare in Europa, questa volta in Italia, nel Teramo Basket.
In Italia ha giocato nel Teramo Basket, nella Pallacanestro Varese, nella Virtus Bologna e a Roseto. Nel gennaio 2008 venne ceduto in prestito dalla società emiliana alla Pallacanestro Varese, dove nonostante le cifre rilevanti, non riuscì a salvare la squadra lombarda dalla retrocessione in Legadue.
Delonte nell'infanzia giocava a streetball, ma si appassionò presto alla pallacanestro come gioco di squadra e da lì in poi andò avanti giocando a basket, arrivando a Teramo dove concluse la sua esperienza con una media di circa 20 punti a partita.
Poi fu la volta di Varese dove terminò l'ultima stagione con la media più alta della squadra e tra i primi nella serie A.
Nel derby contro l'Olimpia Milano, giocato alla 10ª di ritorno del campionato 2007-08, mise a referto 50 punti, record assoluto da quando esiste la serie A unica.
Nel luglio del 2008 giocò la Summer League di Las Vegas con la maglia dei New York Knicks assieme a Danilo Gallinari.
Nel 2008 gioca due gare in D-League con i Rio Grande Valley Vipers che lo tagliano per infortunio. Nel marzo 2009 viene così ingaggiato in Legadue a gettone da una Pallacanestro Roseto 1946 in crisi: qui gioca 7 partite, tutte perse, rischiando anche il contatto fisico con alcuni tifosi rosetani. Le ultime partite della stagione 2008-09 le gioca in Francia con la canotta del Besançon, e anche lì non riesce a raggiungere la salvezza, diventando di fatto uno di quei pochi giocatori capaci di retrocedere tre volte in due anni con tre squadre diverse (Varese, Roseto e Besançon). Il 23 gennaio 2010 viene ingaggiato dall'Al Ahli Basketball, nel massimo campionato degli Emirati Arabi Uniti.
Nell'estate 2010 firma per una stagione con la Cestistica San Severo, neopromossa, e alla sua prima esperienza in Legadue. Lo statunitense torna così in Italia, ma il rapporto col club pugliese dura appena 4 partite, tutte sconfitte, terminate a 14,3 punti di media.
Lasciata la Mazzeo, Holland si trasferì in Libano, all'Al Riyadi, con cui però non fece neanche in tempo ad esordire. Finita la parentesi in Medio Oriente si accordò con il Dnipro, in Ucraina. Ma anche qui, dopo 4 partite a 18,8 punti di media, Holland trovò un accordo con la società per rescindere.
Nel giugno 2011 firma con gli argentini del 9 de Julio de Río Tercero, esperienza che dura molto poco: a settembre, dopo una sola partita giocata, lascia la squadra e si sposta in Colombia, dove gioca per i Guerreros de Bogotá.
Ritorna però subito dopo in Argentina, dove finisce l'anno militando nelle file degli Atenas de Córdoba.
Nel gennaio del 2012, Holland firma con i Toros de Aragua in Venezuela, ma nel maggio dello stesso anno cambia nuovamente squadra è stato, accasandosi nei Leones de Santo Domingo, nella Repubblica Dominicana.

## Statistiche
| Anno    | Squadra                   | Nazione-Lega          | Partite | Ppg  | Rpg | Apg |
| ------- | ------------------------- | --------------------- | ------- | ---- | --- | --- |
| 2002-03 | DePaul                    | - NCAA                | 28      | 10,9 | 3,6 | 1,6 |
| 2003-04 | DePaul                    | - NCAA                | 32      | 16,5 | 5,4 | 2,0 |
| 2004-05 | Atlas Belgrado            | - NSL                 | 30      | 22,4 | 4,9 | 1,8 |
| 2005-06 | Teramo                    | - Serie A             | 34      | 18,6 | 5,6 | 1,8 |
| 2006-07 | Pallacanestro Varese      | - Serie A             | 37      | 17,5 | 4,8 | 1,5 |
| 2007    | Virtus Bologna            | - Serie A             | 13      | 13,2 | 3,8 | 0,7 |
| 2008    | Pallacanestro Varese      | - Serie A             | 15      | 25,0 | 4,7 | 2,2 |
| 2008    | Rio Grande Valley Vipers  | - NBDL                | 2       | 9,5  | 1,5 | 0,5 |
| 2009    | Pallacanestro Roseto 1946 | - Legadue             | 7       | 16,4 | 3,3 | 0,9 |
| 2009    | Besançon BCD              | - ProA                | 4       | 11,5 | 1,0 | 1,0 |
| 2010    | Cestistica San Severo     | - Legadue             | 4       | 14,3 | 3,6 | 1,5 |
| 2010    | DniproAzot                | - Ukrajina Super-Liha | 4       | 18,8 | ND  | ND  |